# Said Farhat
Saïd Abrahim Farhat (Rio Branco, 12 de novembro de 1920 — São Paulo, 21 de agosto de 2014) foi um jornalista, advogado e empresário brasileiro.  Foi presidente da Embratur no governo de Ernesto Geisel e ministro da Comunicação Social da no início do governo João Figueiredo.
Nos últimos anos de sua vida, Farhat publicava suas ideias em um site chamado Política e Cidadania.